# Dialkylether
| Dialkylether                                                                  |
| ----------------------------------------------------------------------------- |
| Allgemeine Struktur der Ether                                                 |
| R1 und R2 sind Alkylgruppen. Das Sauerstoffatom des Ethers ist blau markiert. |

Als Dialkylether (nach der IUPAC auch Alkoxyalkane) werden in der Chemie organische Verbindungen bezeichnet, die als funktionelle Gruppe eine Ethergruppe besitzen – ein Sauerstoffatom, das mit zwei Alkylresten substituiert ist (R1–O–R2). Sie enthalten keine anderen Heteroatome oder Mehrfachbindungen. Als Alkylgruppe kommen unter anderem Methyl, Ethyl etc. vor. Cyclische Ether wie z. B. Tetrahydrofuran und Tetrahydropyran gehören nicht dazu.
Der Diethylether (H5C2–O–C2H5) ist der bekannteste Dialkylether, der in der Umgangssprache oft Ether genannt wird.

## Eigenschaften
Zwei Vertreter sind bei Raumtemperatur gasförmig: Dimethylether (Sdp.: −24,8 °C) und Ethylmethylether (Sdp.: 7,4 °C).
| Ether            | Struktur    | Smp. [°C] | Sdp. [°C] |
| ---------------- | ----------- | --------- | --------- |
| Dimethylether    | H3C–O–CH3   | −138,5    | −24,8     |
| Diethylether     | H5C2–O–C2H5 | −116      | 35        |
| Di-n-propylether | H7C3–O–C3H7 | −122      | 90        |
| Di-n-butylether  | H9C4–O–C4H9 | −95       | 141       |

Viele Dialkylether sind relativ reaktionsträge, können jedoch in Gegenwart von Luftsauerstoff unter Lichteinfluss – in der Regel unerwünscht – explosible Etherperoxide bilden. Deshalb werden Dialkylether meist in braunen Flaschen, Blechdosen oder Fässern über festem Kaliumhydroxid aufbewahrt.

## Klassifizierung
Die Dialkylether lassen sich in symmetrische und asymmetrische sowie in unverzweigte und verzweigte Vertreter klassifizieren.
| Ether       | symmetrisch      | asymmetrisch         |
| ----------- | ---------------- | -------------------- |
| unverzweigt | Diethylether     | Methyl-n-propylether |
| verzweigt   | Diisopropylether | tert-Amylethylether  |

## Verwendung
Als Antiklopfmittel in Ottokraftstoffen sind Methyl-tert-butylether (MTBE) und Ethyl-tert-butylether (ETBE) von erheblicher wirtschaftlicher und technischer Bedeutung.
Der Dimethylether (H3C–O–CH3), besitzt praktische Bedeutung als Treibmittel in Spraydosen.
In chemischen Laboratorien wird Diethylether häufig als Extraktionsmittel benutzt. Die Bildung von Grignard-Reagenzien erfolgt im Labor häufig unter Verwendung von Diethylether als Lösungsmittel, das am Schlenk-Gleichgewicht direkt beteiligt ist.